# Bocksruck
Der Bocksruck ist ein 1763 m ü. A. hohes Bergmassiv der Rottenmanner und Wölzer Tauern im Oberen Murtal, Steiermark.

## Lage und Landschaft
Der Bocksruck erhebt sich bei Judenburg, westwärts flussaufwärts vom Judenburger Becken (Aichfeld) bis zum Wölztal bei Scheifling, nördlich im Tal der Mur zum Pölstal hin.
Wie die anderen südlichen Täler der Niederen Tauern hier in der Gegend streichen Pöls- und Wölztal deutlich nach Südosten. Die Mur hingegen schlägt zwischen Judenburg und Scheifling einen Bogen nach Norden, sodass der Bocksruck eine ebenfalls bogenförmige West-Ost-Ausdehnung hat. Es ist ein wenig gegliederter, meist bewaldeter Höhenrücken von Mittelgebirgscharakter, der sich mit seinen deutlich niedrigeren Nebenberge über knapp 30 Kilometer erstreckt.

## Einordnung, Umgrenzung, Gliederung und Gipfel

Ostkamm mit Habring, von Unterzeiring aus

Das Massiv zählt zu den Wölzer Tauern respektive Rottenmanner und Wölzer Tauern (Alpenvereinseinteilung). Es ist ein Ausläufer des Schießeck (2275 m ü. A.), einem Nebenkamm der Niederen Tauern am Hohenwart. Ortsüblich bildet es den Ostausläufer der Murberge, dem südlichen Bergzug der Niederen Tauern zwischen Murtal und Murparalleltal.
Die Bocksruckgruppe hat in der Gebirgsgruppengliederung nach Trimmel die Nummer 2632, gehört zu den Wölzer Tauern (2630). Sie umgrenzt sich:
- im Norden: Oberwölz – Schöttlbach – Salchauer Bach – Sattel beim Dürregger  (ca. 1225 m) – Raggasbach – Schönbergerbach – Hocheggersattel (1318 m ü. A.) – Gföllbach  – Blahbach – Pölsbach über Unterzeiring und den Ort Pöls
- im Süden: Mur über Sankt Georgen, Frauenburg, Scheifling bis Niederwölz – Wölzerbach bis Oberwölz.

Das eigentliche Bocksruckmassiv erstreckt sich entlang der Mur von der Einsattelung Pölshals (806 m ü. A.) beim Ort Pöls bis Scheifling und das Schönbergtal. Der Hauptgipfel erhebt sich ganz am Nordwestrand des Bergstocks über dem Hocheggersattel (Gellsee). Die Südflanke des Massivs bricht jäh über 800 Höhenmeter ins Murtal ab, die Nordflanke zum oberen Gföllergraben über 400 Meter. Es hat zwei Hauptgrate:
- Den vom Bocksruck-Gipfel ostwärts streichenden mit dem Habring (1497 m ü. A.) als Hauptgipfel, auch Bocksruck-Rücken genannt,[4]
- Sowie den nach Süden ziehenden Kamm mit dem Frauenkogel (1627 m ü. A.).

Zwischen Judenburg und Pölshals, wo Mur und unterer Pölsfluss weitgehend parallel laufen, erstreckt sich noch der langgezogene Falkenberg (1158 m ü. A.) als Ausläufer. Trimmel rechnet diesen schon zur Gruppe Gaalereck (2641, als Teil der Seckauer Tauern).
Im Westen, zwischen Schönberg und Oberwölz, am Sattel von Hinteralm (ca. 1160 m ü. A.) angrenzend, erhebt sich der Dürnberg (1546/1544 m ü. A.). Seine Zuordnung zur Bocksruckgruppe beruht hauptsächlich auf dem Verlauf des Murparalleltals, sonst kann er auch als eigenständiger Vorberg des Schießeckmassivs gesehen werden.
Nördlich vom Bocksruck erheben sich die Rossalm (1894 m ü. A.) und der Schönberg (1943 m ü. A., mit Gföllerriegel) der Wölzer Tauern (nach Trimmel Pusterwald 2633). Östlich steht der Hölzlberg (1589 m ü. A.) des Gaaler Höhenzugs am Nordrand des Aichfelds (Trimmel Gaalereck 2641). Im Süden befindet sich der Kamm Schafkogel–Weißeck (1743 m ü. A.) der Seetaler Alpen und das Kreuzeck (1459 m ü. A.) der Neumarkter Passlandschaft (Gruppe des Zirbitzkogel, Trimmel 2763). Westlich erhebt sich die Pleschaitz (1797 m ü. A., Trimmel Stolzalpe 2745, Murauer Berge).

## Geologie
Das Massiv bildet sich aus dem Feldspat-Glimmerschiefer des Wölzer Kristallins (Altkristallin des Mittelostalpin). Eingelagert sind Linsen von Pegmatit und Lagen von Amphibolit. Es erscheint in Form einer Mulde, am Ostrand im Mur- und Pölstal (und auch fortgesetzt am Judenburger Fuß der Seetaler Alpen) erscheint ein tieferes Stockwerk aus Granat-Glimmerschiefer, mit Amphibolit, Biotitschiefer und Marmoren. Das oberste Stockwerk der Mulde erscheint am Wölzer Dürnberg-Südfuß und um Schönberg, es stellt mit diversen Glimmerschiefern (darunter eine Formation des Friesacher Halbfensters) und Kalken (Gruppe der Murauer Kalke des Devon) eine Übergangsfazies zum oberostalpinen Murauer Paläozoikum dar.
Das Massiv ist von geologischen Störungen geprägt, Mur-Mürz-Furche und Murparalleltal (hier die Gföllertal-Blabach-Störung und Pölstalstörung) gehören zur Norische Senke, Süd–Nord streicht die Pölshalsstörung. Die Synklinale gehört wohl zum Überschiebungskomplex des Murauer Paläozoikum (metamorphes Altpaläozoikum der Gurktaler Decke) im Raum der Neumarkter Passlandschaft.
Die Südflanke wurde vom Murtalgletscher überprägt, der hier nur eine Nebenzunge ausbildete, der Gesamtgletscher folgte dem voreiszeitlichen Abfluss des Mur/Olsa-Flusses, und floss über Neumarkt nach Kärnten ab. Die Gipfelflur des Bocksrucks stellt wohl ein altes Talniveau des präglazialen Haupttales dar. Die Murtaler Zunge endete während der Maximalvereisungen bei Judenburg am Grünhübl, und überströmte auch den Pölshals, wo sie im Pölstal eine lobusförmige Gletscherzunge ausbildete.  Die Pöls selbst dürfte auch eiszeitlich der alte Oberlauf des Zubringers zur Mur gewesen sein (die einstmals aus dem oberen Ennstal kam).

## Erschließung und Wege
Das Massiv ist mit Forstwegen dicht erschlossen, und allseitig leicht zugänglich.
Im Frühjahr 2019 war eine Vorrangzone für den Ausbau der Windenergie in Diskussion (Bocksruck-Habring). Sie war am Kamm zwischen Bocksruck- und Habringgipfel geplant. Sie wurde nach Protesten der umliegenden Gemeinden vermutlich fallengelassen. Nördlich gegenüber, am Schönberg, befindet sich seit 2002 der seinerzeit höchstgelegene Windpark Europas, der Tauernwindpark (Vorrangzone Oberzeiring).